# Копіна (Ленчинський повіт)
Копіна (пол. Kopina) — село в Польщі, у гміні Циців Ленчинського повіту Люблінського воєводства.
Населення — 265 осіб (2011).
У 1975-1998 роках село належало до Холмського воєводства.

## Демографія
Демографічна структура станом на 31 березня 2011 року:
|          | Загалом | Допрацездатний вік | Працездатний вік | Постпрацездатний вік |
| -------- | ------- | ------------------ | ---------------- | -------------------- |
| Чоловіки | 137     | 37                 | 85               | 15                   |
| Жінки    | 128     | 23                 | 74               | 31                   |
| Разом    | 265     | 60                 | 159              | 46                   |